# Франц Тінкль
Франц (Франтішек) Ті́нкль (чеськ. František Tinkl; 25 березня 1879 — 30 грудня 1925, м. Кошиці, Чехословаччина) — підполковник УГА, чех за походженням.

## Біографія
Франц Тінкль народився 25 березня 1879 року в Лінгартіцях, Моравія. Капітан 24-го Коломийського полку австрійської армії. З 1 листопада 1918 року на службі ЗУНР. В УГА з дня її створення як отаман, а пізніше (з 14 червня 1919 р.) — підполковник.
У боях під Львовом командував групою «Старе Село» (в складі Осадного корпусу, який потім став Другим корпусом УГА), яка утримувала дванадцятикілометровий (від Сокільник до Чортової Скали) відрізок фронту. Пізніше «залізний командир» 2-ї Коломийської бригади. Спричинився до перемоги над 3-ю польською дивізією піхоти Легіонів у бою під Підгайцями (12 червня 1919 року).
За уміле керівництво частинами і особисту відвагу та самопожертвування неодноразово відзначався в наказах командування. Зокрема, наказі, підписаному тодішнім командиром Осадного корпусу Мироном Тарнавським, зазначалося:

| «Неоціненними героями показалися команданти бригад: підполковник Вольф [6], а передовсім отаман Тінкль, які своїми грудьми відбивали ворога при наступах і протинаступах. Присвята для нашої справи у них така велика, що ми всі клонимо голови перед цими найновіщими героями нашої історії» [7]. |
Галицькою Армією отаман Омелянович-Павленко підписав такий наказ:

| «...Отаманови Францови Тінкелеви, командантови Коломийської Бригади, висказую за примірну та повну пожертвування діяльність як командантови в послідніх боях іменем заступленої в Армії частини Українського народа мою найщирішу подяку та признання» [8]. |
Є. Топінка наводить телеграму уряду ЗУНР, у якій згадується отаман Тінкль:

| «До підполковника Арнольда Вольфа і отамана Франца Тінкеля. В кровавих боях за свободу поневоленого від віків народу Ви стали в перші ряди борців і власні груди наставляєте за святе діло справедливості. Ви хоч донедавна чужинці – відчули біль нашого народу, його кривду, а любов правди получила вас з найліпшими його синами. Український Нарід складає Вам свою щиру подяку і записує Ваші імена золотими буквами у своїй історії. За Раду Державних Секретарів: д-р Сидір Голубович, отаман Петро Бубела» [7]. |
Через важку хворобу у середині червня 1919 року залишив службу в УГА. Потім Ф. Тінкль служив у Чехословацькій армії.
Помер 30 грудня 1925 р. в м. Кошиці, Словаччина.